# وحدة دولية أساسية

عرّف نظام الوحدات الدولي سبع وحدات قياس كمجموعة أساسية تشتق منها كل الوحدات المتبقية. إن هذه الوحدات الدولية الأساسية والكمية الفيزيائية الموافقة هي كالتالي:
- المتر كوحدة الطول
- كيلوغرام كوحدة الكتلة
- الثانية كوحدة الزمن
- أمبير كوحدة التيار الكهربائي
- كلفن كوحدة درجة الحرارة
- الشمعة كوحدة شدة الإضاءة
- المول كوحدة كمية المادة.